# Limifossoridae
De Limifossoridae is een familie van schildvoetigen uit de orde Chaetodermatida.

## Geslachten
- Limifossor Heath, 1904
- Metachaetoderma Thiele, 1913
- Psilodens Salvini-Plawen, 1977
- Scutopus Salvini-Plawen, 1968